# S:t Eriksbron

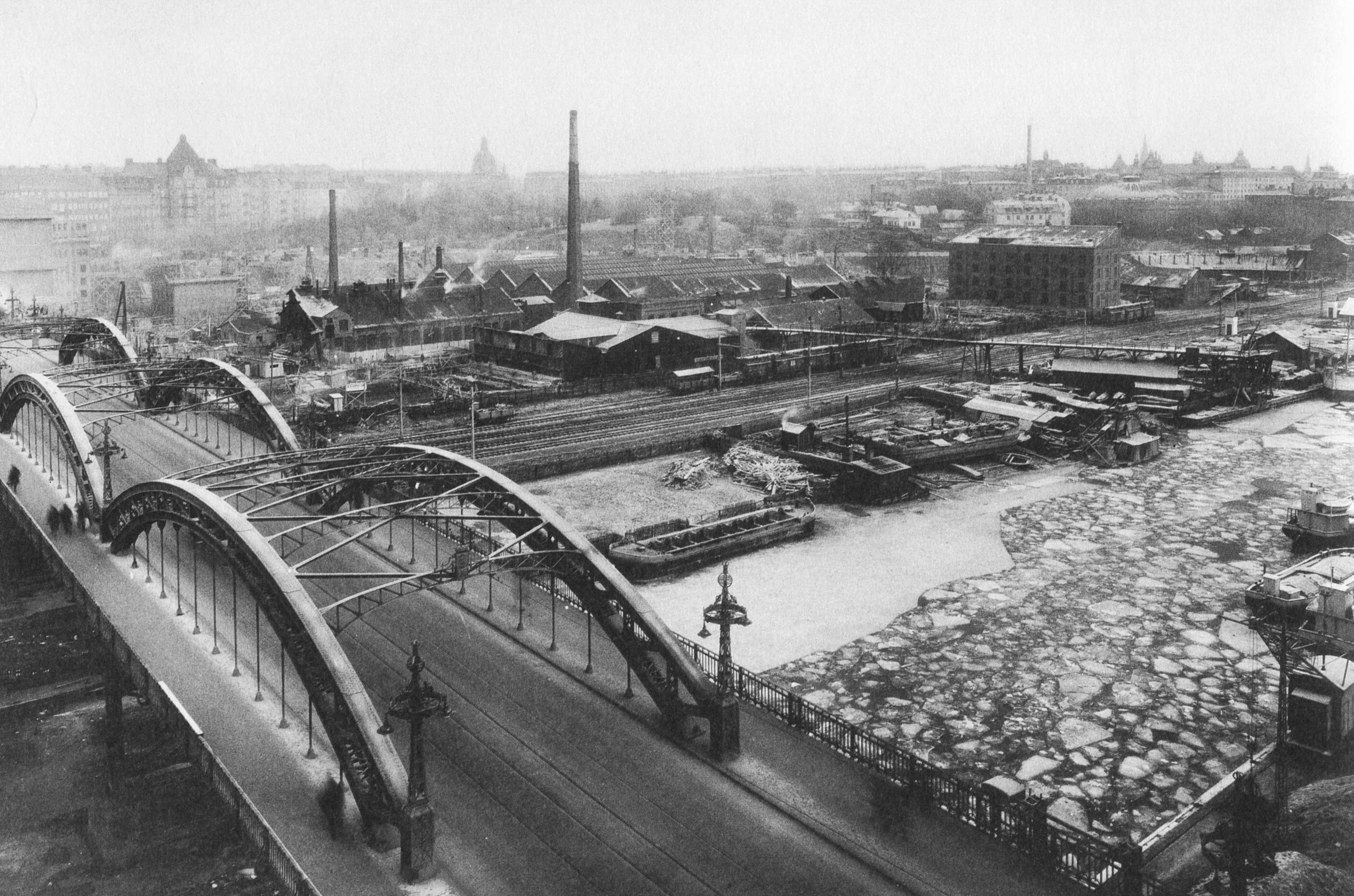
Gamla S:t Eriksbron 1927, vy mot nordost.

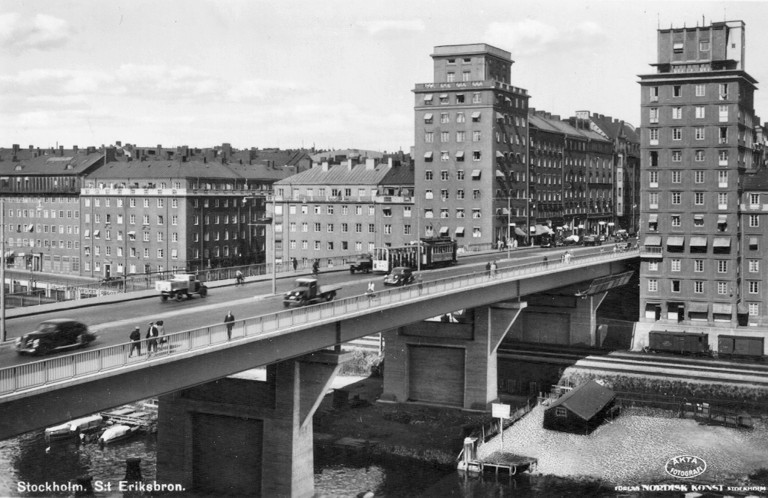
Den ombyggda bron i början av 1940-talet, vy mot nordväst.

S:t Eriksbron är en bro i centrala Stockholm mellan Kungsholmen och Vasastaden, som även bildar gräns mellan Barnhusviken och Karlbergssjön. Över bron går Sankt Eriksgatans fordonstrafik och därunder finns en separat bro för Stockholms tunnelbanas gröna linje. Bron spänner över Kungsholms strand, Barnhusviken / Karlbergssjön, Norra stambanans spårområde och Atlasmuren. 
Den ursprungliga bron var en kombinerad fackverks- och bågbro bestående av sju spann på sammanlagd 226,8 meters längd och uppförd 1903-1906. Först när bron stod klar kunde de då helt skilda delarna av Sankt Eriksgatan förbindas med varandra.
Dagens bro är en stålbalksbro och en ombyggnad av den ursprungliga bron som genomfördes under åren 1934 till 1937. Efter ombyggnaden syns bara fyra av brons sju spann; de övriga tre är kringbyggda av kontors- och bostadshus och ligger delvis under Sankt Eriksgatan. År 1944 kompletterades S:t Eriksbron med en "undre våning" för en framtida tunnelbana. Bron blev då till Stockholms första och hittills enda tvåvåningsbro. Fram till 1970 gick Europaväg 4 över S:t Eriksbron och bron utgjorde därmed en del i Stockholms huvudgenomfart.

## Den första bron

### Bakgrund

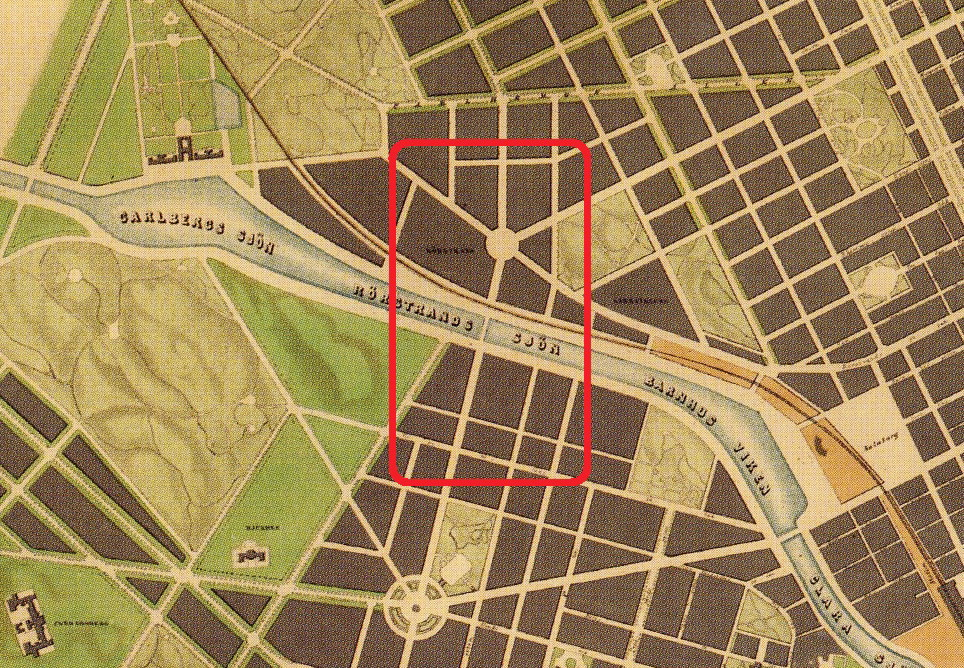
Området och bron på Lindhagenplanen 1866.

Före brons tillkomst slutade nuvarande Sankt Eriksgatan på Kungsholms- respektive Norrmalmssidan vid Rörstrandsviken. Ett förslag om en broförbindelse över viken mellan övre Norrmalm och Kungsholmen fanns redan i Lindhagenplanen från 1866. I 1880 års stadsplan för området fastställdes slutligen brons nuvarande läge. Vid den tiden existerade bara gamla Kungsbron i öst och den dåvarande svängbron över Karlbergskanalen i väst (numera Ekelundsbron). Mellan dessa broar var det ett avstånd på 2,5 kilometer. Om man ville ha en snabbare förbindelse till de stora fabrikerna på Norrmalmssidan, bland annat Rörstrands porslinsfabrik och AB Atlas, fick man använda roddbåtar. Efter en olycka då en överlastad roddbåt kantrade en decembermorgon 1898 och fem personer drunknade fick Stockholms stads politiker en anledning att forcera broprojektet.

### Planering
Efter en del utredningar, där flera broförslag presenterades, exempelvis olika bredd och material samt med eller utan öppningsbart segment för sjöfarten, godkände Kungl. Maj:t den 9 maj 1902 en fast bro utan lucka. Den ”finge uppföras med iakttagande att brons underkant icke kommer att ligga lägre än 19,6 meter öfver slusströskeln” (se Slusströskeln som höjdfix). Om det krävdes var staden skyldig att komplettera bron med en öppningsbar del. En lucka i bron för ”mastade fartyg” krävdes även av Rörstrands porslinsfabrik som befarade ”betydligt ökande årliga kostnader för lossning af materialier vid bolagets kaj” om viken skulle stängas av genom en fast bro utan öppning. År 1903 beviljades medel för grundläggningsarbetena som påbörjades den 25 maj 1903.
Den planerade bron skulle utformas som ett järnfackverk med tre bågspann om 40 meters spännvidd och fyra fackverksspann om 26,75 meters spännvidd och en längd av sammanlagd 226,8 meter. För delen över kanalen användes tre bågspann bestående av hopnitade järnbågar placerade ovanför brobanan och inbördes förbundna med fackverksramar. I bågspannen upphängdes brobanan med hjälp av vertikala rundjärnsstänger, diameter 75 millimeter. Brobanans bredd skulle bli 18 meter varav tio meter utgjordes av själva körbanan och den segelfria höjden bestämdes till 15,5 meter. För körbanans beläggning användes 13 centimeter höga träkubb, för gångbanorna gjutasfalt och för belysningen planerades 76 gaslyktor på 26 gaskandelabrar som samtidigt utgjorde fästen för spårvägens elektriska kontaktledningar. Under gångbanorna placerades två gasledningar om 400 mm diameter och under körbanan en vattenledning om 250 mm diameter. Brons körbana dimensionerades för en belastning av en 20 tons ångvält omgiven av en jämn belastning av 500 kg/m² (simulerad folkträngsel) alternativt två 12 tons elektriska spårvagnar med tillhörande 5,5 tons släpvagnar alternativt två bredvidstående 10 tons lastbilar.
Den totala byggkostnaden beräknades till 1 305 700 kronor, då ingick även nödvändiga utfyllnader och förstärkningsarbeten för Sankt Eriksgatan. Ritningarna till järnöverbyggnaden upprättades av Fritz Söderberghs konstruktionsbyrå, där ingenjör Ernst Nilsson hade en av sina första större konstruktionsuppgifter. För övriga konstruktioner svarade hamn- och brobyggnadsavdelningen i Stockholm under byggnadschefen Otto Alrutz. Kontrollberäkningar utfördes av ingenjör Carl Jacob Magnell och professor Per Wilhelm Almqvist. Ansvarig för brobyggets genomförande var ingenjör Albert Lundberg. Broräcken och kandelabrar formgavs av arkitekt Erik Josephson.

### Konstruktionsritningar

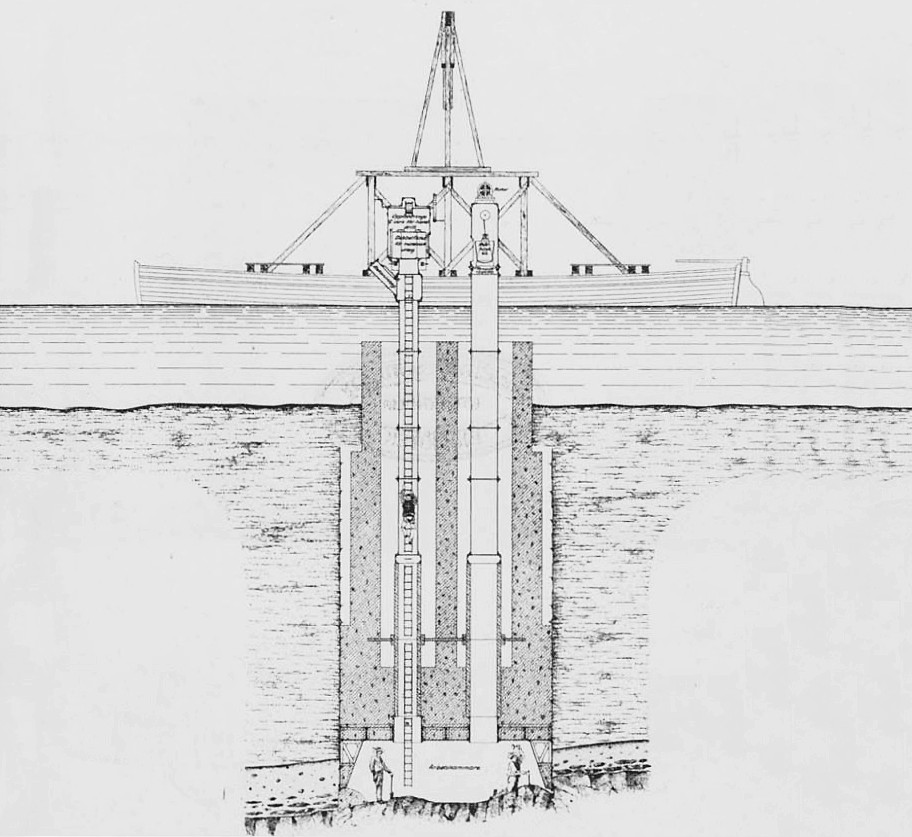
Grundläggning med kassun
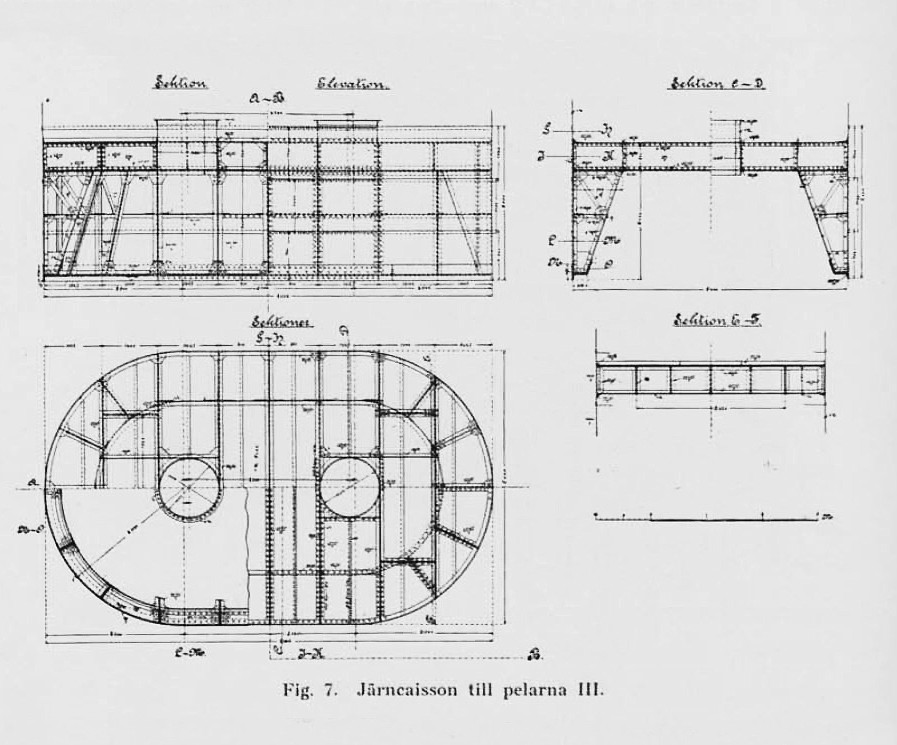
Järnkassun för pelare III
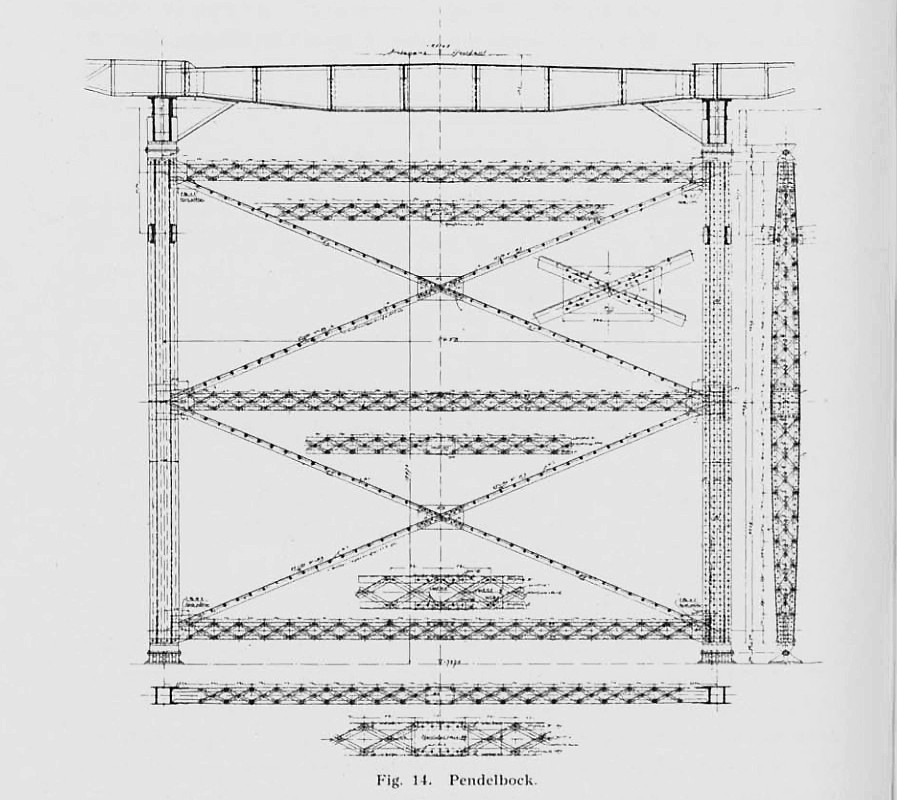
Pendelbock, sektion
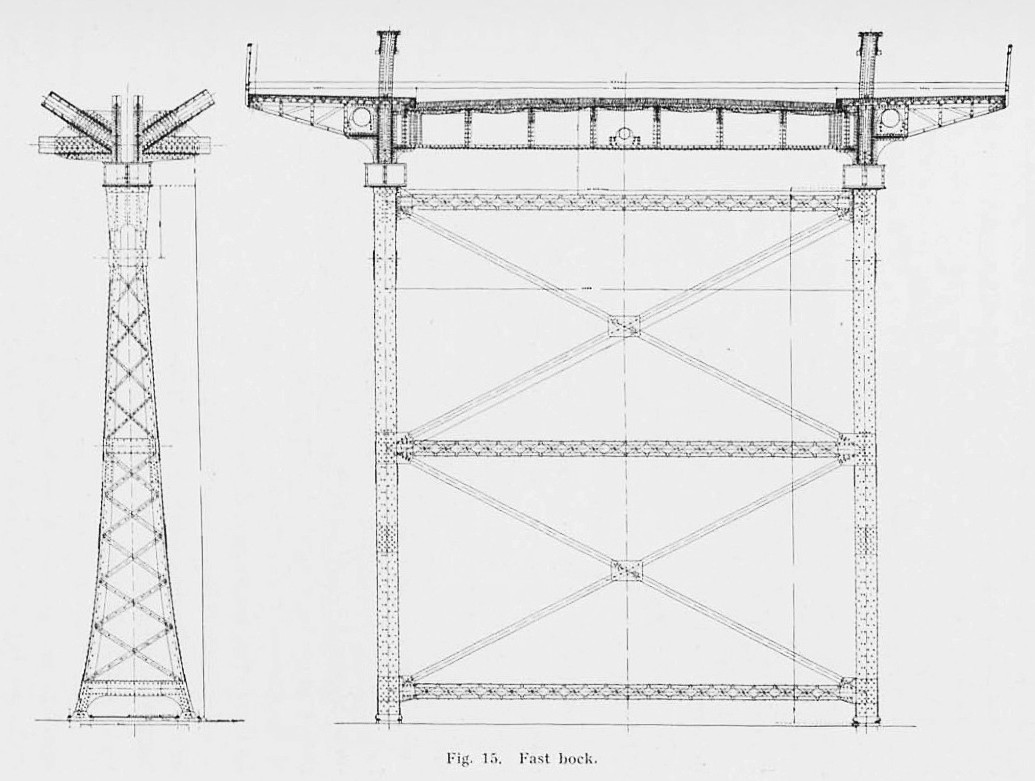
Fast bock, sektion
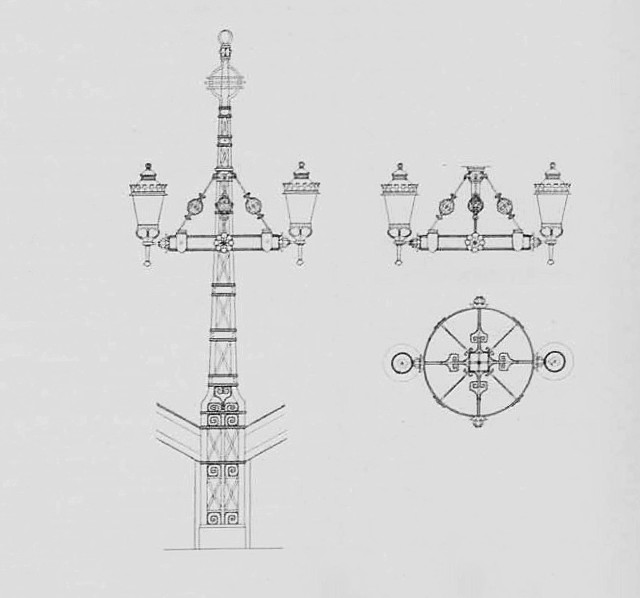
Brons gaskandelabrar

### Bygget och invigningen

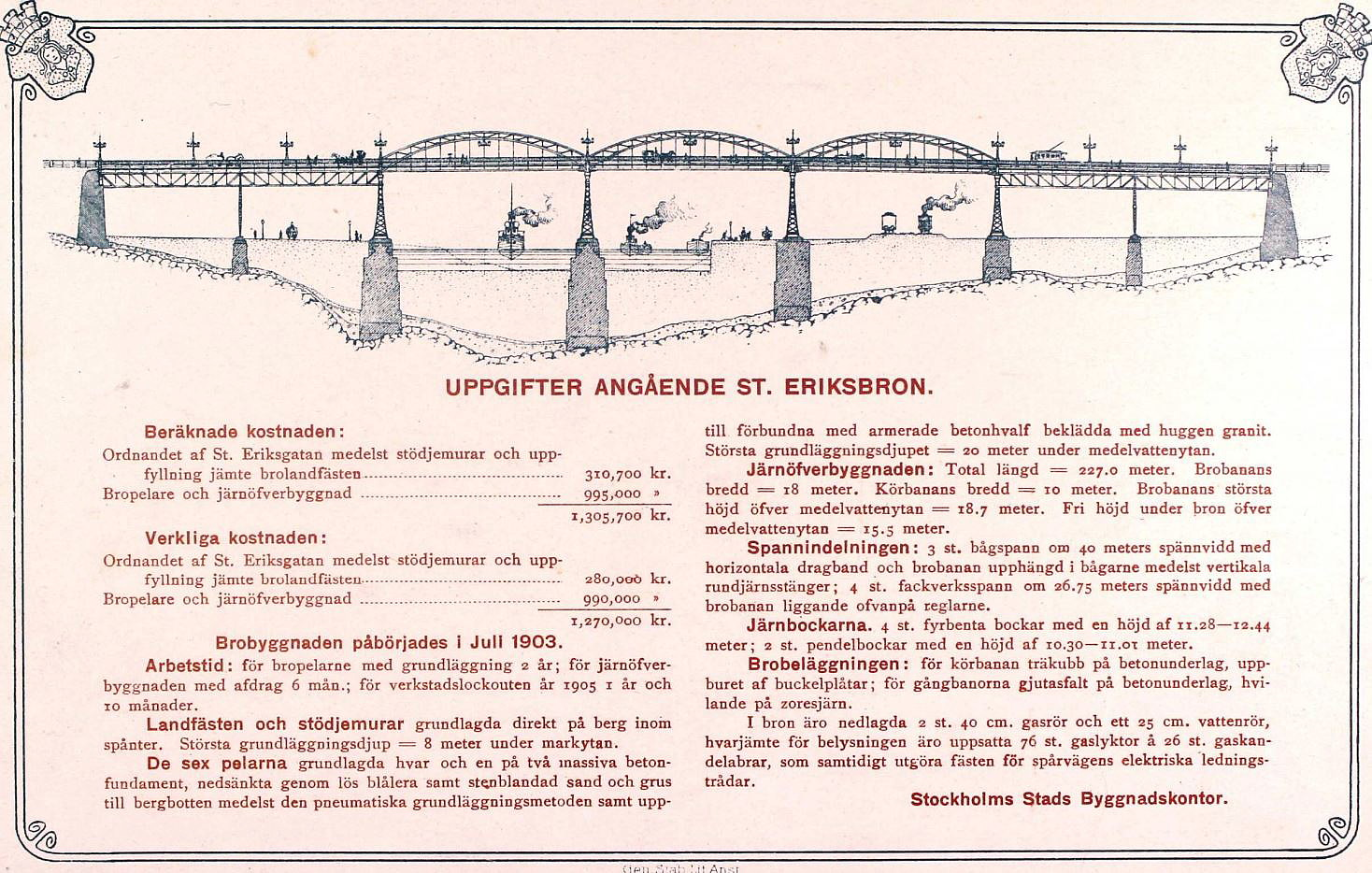
Invigningskortet den 15 december 1906.

En särskild komplikation beredde det stora grundläggningsdjupet, som i mitten av viken uppgick till 21 meter ner till fast berg med ett mäktigt lager av lera ovanpå. Man valde därför den då relativt nya ”pneumatiska grundläggningsmetoden”, alltså att använda sig av en kassun som står under övertryck och med ett arbetsutrymme under vatten, där arbetare kunde stå och schakta ut grunden. Det var första gången att denna metod prövades i Sverige. Kassunen utrustades med två luftslussar, en för personal och byggmaterial och en för enbart byggmaterial. För en slussning användes i regel cirka fem minuter vid 1,0 atm övertryck. Det högsta övertrycket som förekom vid bygget låg vid 2,6 atm. Vid grundläggningen av pelarna var det ibland svårt att hålla det för arbetarna livsviktiga lufttrycket uppe. Luften sökte sig vägar genom det tjocka sand- och gruslagret och trängde upp genom leran till vattenytan där det bubblade upp i kaskader ”som om det kokade”. Entreprenadfirman Saabye & Lerche i Köpenhamn i samarbete med den schweiziska firman C. Zchokke fick kontraktet för detta komplicerade arbete.
Leverans och montage av broöverbyggnaden i järn beställdes på Bergsunds Mekaniska Verkstad, Motala Verkstad och Nya AB Atlas. Det senare hade sina fabriker intill norra sidan av dåvarande Rörstrandsviken och tillverkade huvudsakligen lokomotiv och järnvägsmaterial. Men Atlas var även specialist för tryckluftsmatade nithammare, vilka kom till användning i den hopnitade järnöverbyggnaden. Övriga arbeten utfördes av Stockholms stad i egen regi. För brons järnöverbyggnad var Bergsunds Mekaniska Verkstad huvudentreprenör och samordnare. Verkstaden utförde även båda yttre (norra och södra) bågspannen samt brons gjutjärnsräcken. Från Motala verkstad kom bland annat mellersta bågspannet och Atlas tillverkade sidospannen och bockarna. En av de över 30 meter långa bågarna sammansattes i sin helhet i Bergsunds montagehall vid Bergsund på Södermalm. Hela bågen rymdes inte i hallen utan en del stack några meter utanför. Hur man fick den stora bågen på plats framgår inte men de övriga bågarna kom i hanterliga bitar om högst fem ton. Från Motala verkstad anlände brodelar per järnväg till närbelägna Norra station. Kortast transportväg hade Atlas som kunde lyfta sina detaljer direkt från verkstadsområdet upp till arbetsplatsen.
Den 26 maj 1905 avslutades grundläggningsarbetena med sex betongpelare ner till berg och två granitklädda landfästen. Montaget av stålöverbyggnaden påbörjades i augusti 1904 och avslutades till största del i oktober 1906. Den sammanlagda järnvikten i bron uppgick till 1 600 ton, vilket var mer än i någon av Sveriges dåvarande broar. I november 1906 besiktigades bron och den 15 december 1906 var det dags för invigning genom kronprinsen (sedermera Gustaf V). Dagen till ära hade Stockholms stads byggnadskontor tryckt ett inbjudningskort med fakta om bron och dess byggnadshistoria. På kortets framsida kunde man läsa: Lördagen den 15 December kl. 2,30 e.m. ämnar H.M. Konungen åka öfer St. Eriksbron till Kungsholmen hvarefter bron öppnas för allmän trafik. Stockholm i December 1906.
Brons verkliga kostnad blev 1 270 000 kronor och därmed 35 700 kronor lägre än beräknat. När S:t Eriksbron stod färdig var det en smäcker järnkonstruktion och med sin 15,5 meter segelfria höjd Stockholms första högbro.

### Byggarbetena och färdig bro

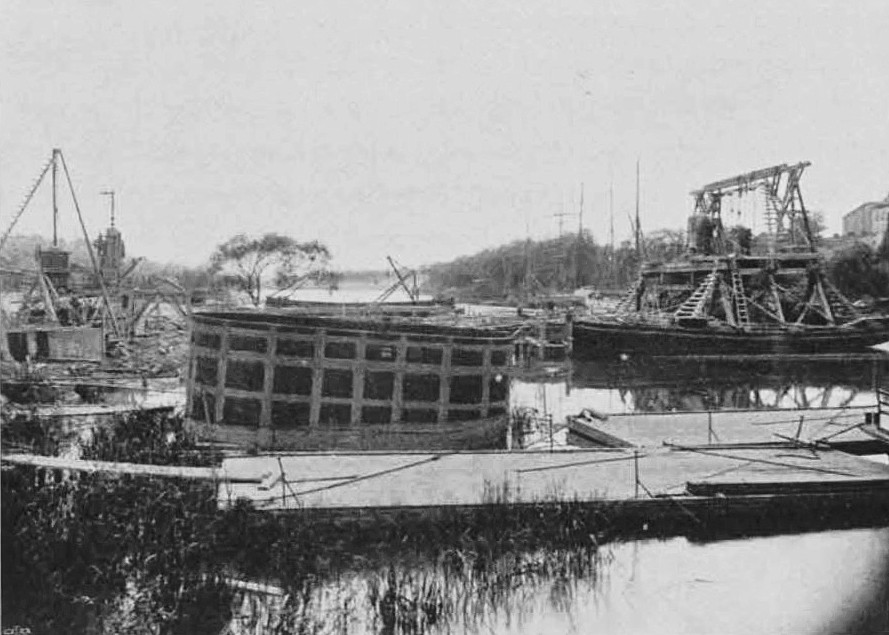
Grundläggning med järnkassun
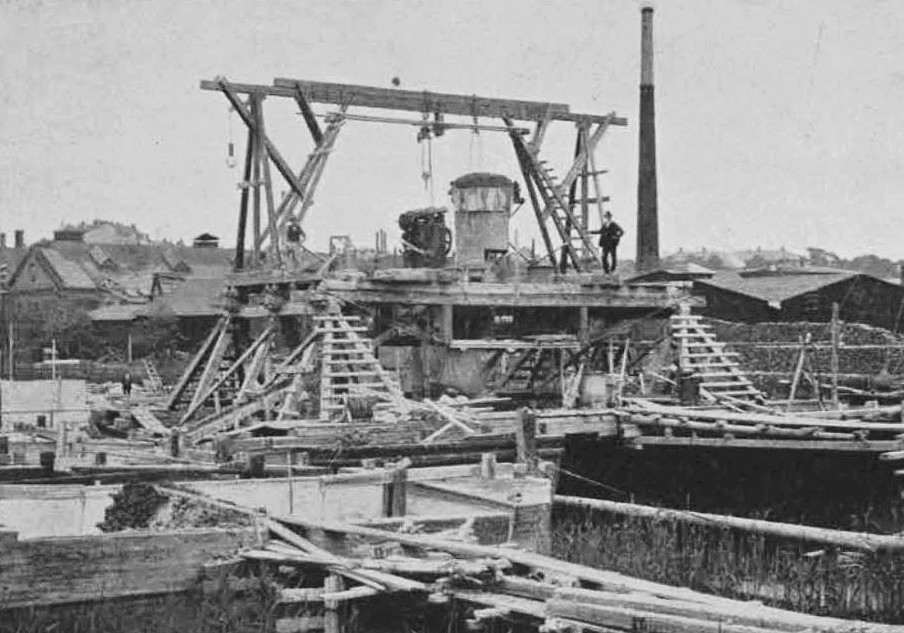
Grundläggning av bropelare
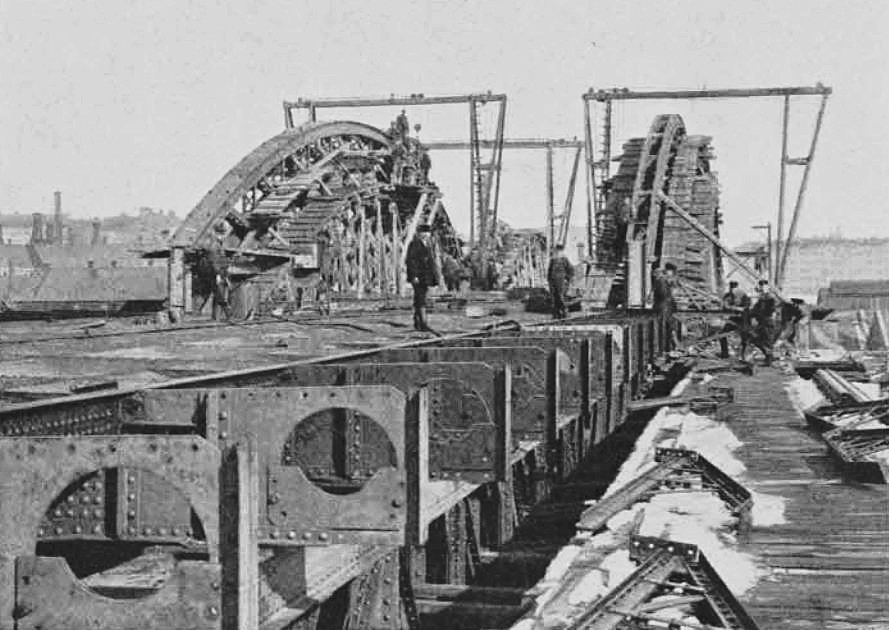
Montage av bågvalv
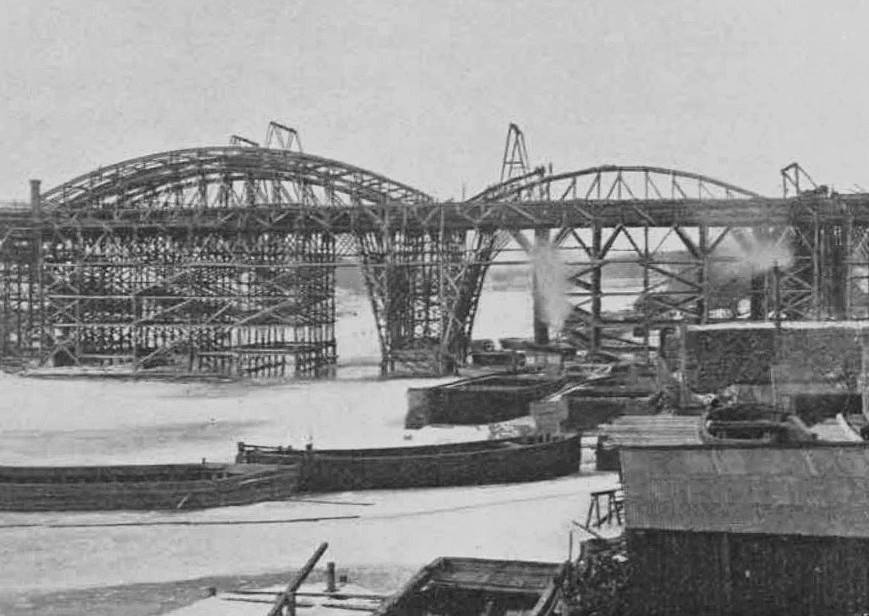
Montage av bågvalv
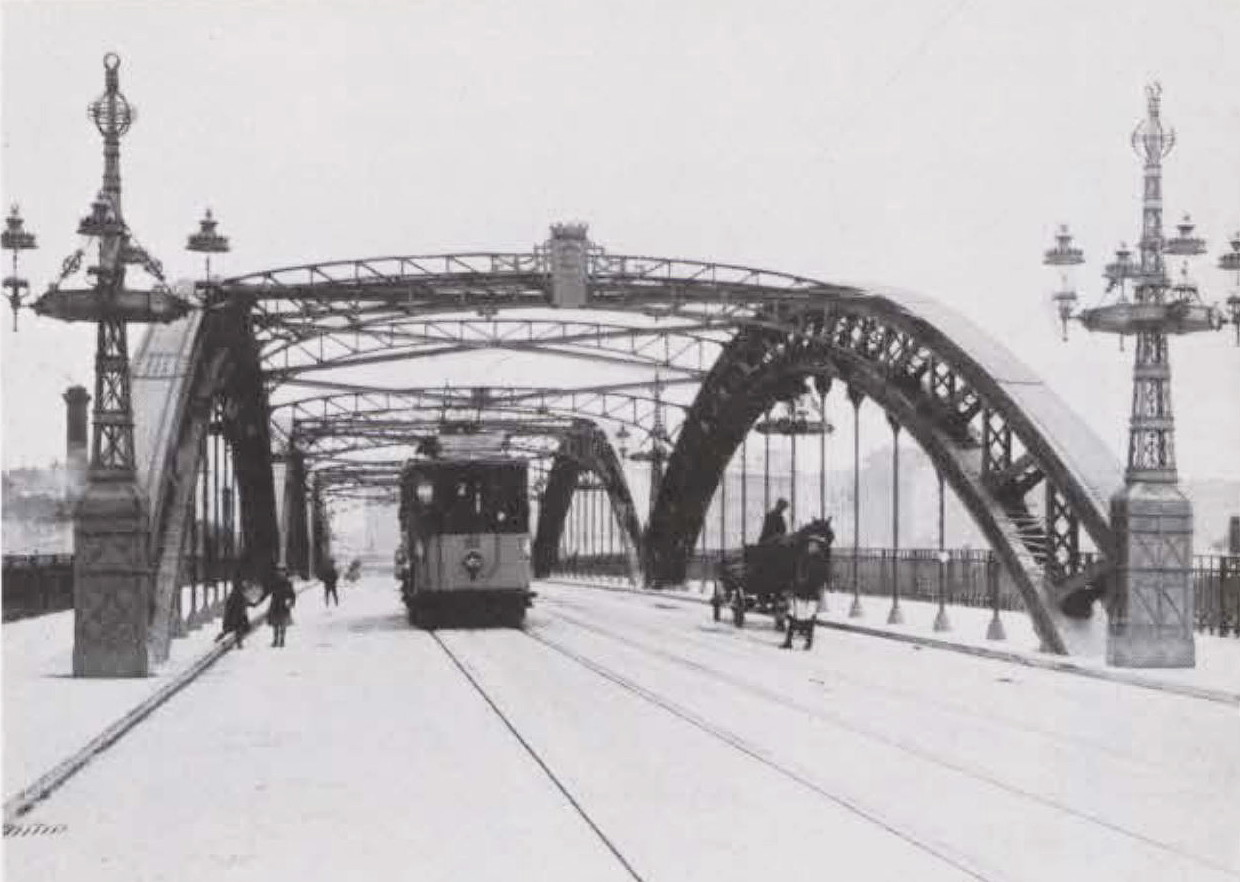
Den färdiga bron 1909

## Ombyggnaden

### Bakgrund och planering

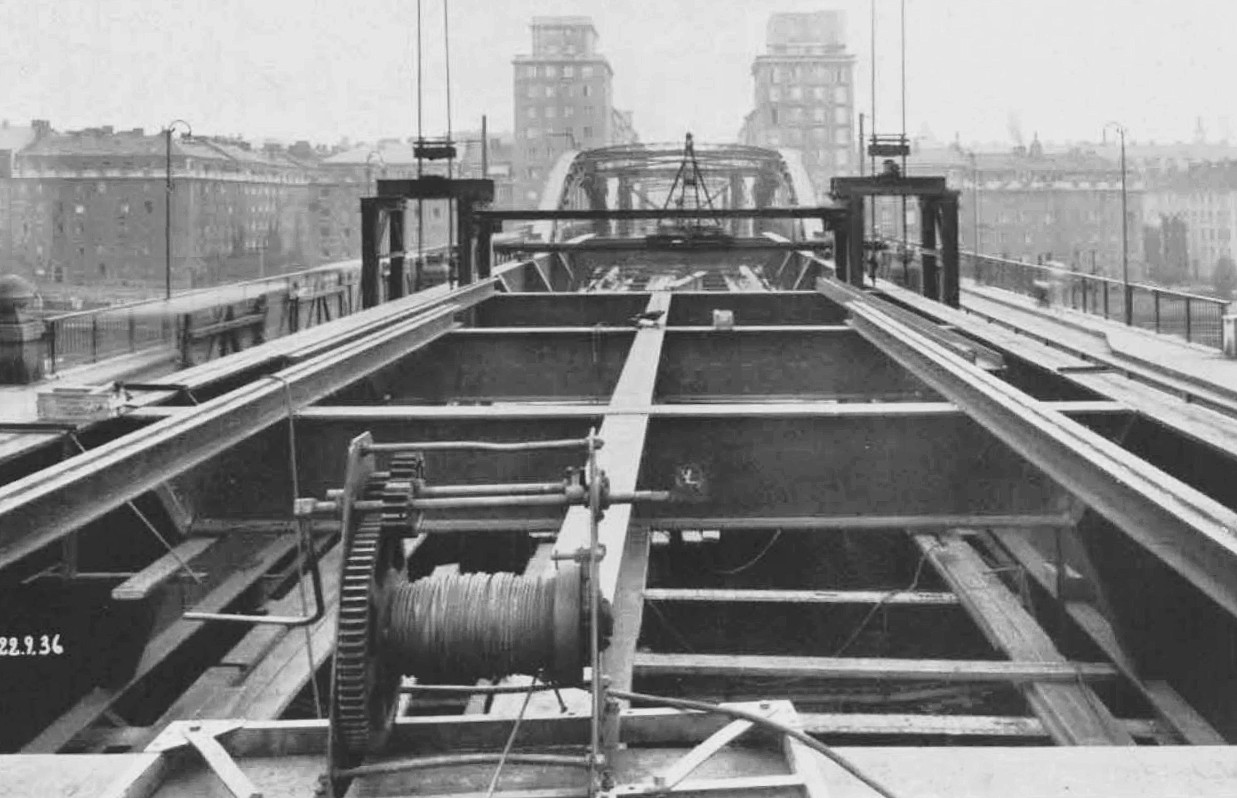
Delvis ny överbyggnad, 22 september 1936.

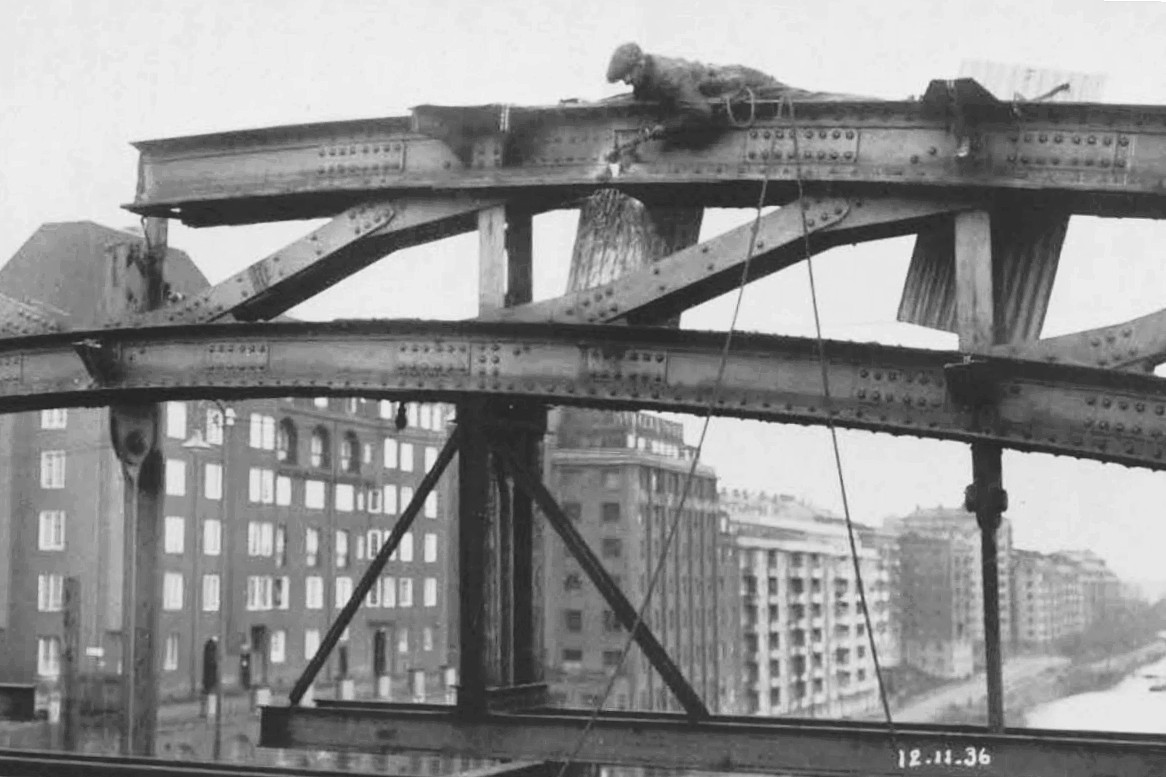
Rivning av bågvalv, 12 november 1936.

Efter knappt trettio år hade S:t Eriksbron blivit för liten för den ökande trafikbelastningen. Under 1920-talets andra hälft lämnade både Rörstrands porslinsfabrik och Nya AB Atlas området och bostäder uppfördes istället. 1921 trafikerades bron av 3 543 fordon (inklusive cyklar och dragkärror) och 1934 hade siffran stigit till 15 271 fordon (uppmätt mellan klockan 7 och 20 en viss dag under året). Därför framlade hamnstyrelsen 1934 ett förslag till brons ombyggnad, vilket i januari 1935 godkändes av Stockholms stadsfullmäktige. Förslaget avsåg dels en breddning av brobanan från 18 till 24 meter dels en helt ny broöverbyggnad. Den tidigare brons spannindelning, landfästen och pelarfundament bibehölls. 
Bron skulle även förberedas med en ”undre våning” för en framtida förortsbana (tunnelbanan). Spårvagnarna trafikerade fortfarande på dubbla spår över körbanan. Under ombyggnadstiden fick den ”synnerligen livliga” gatutrafiken inte stängas av, vilket man lyckades med genom en detaljerad arbetsplan i tre etapper. Inte heller järnvägstrafiken, vars spår går under brons norra del, fick störas. Efter ombyggnaden skulle den segelfria höjden minska från 15,2 till 13,5 meter, men med tanke på den blygsamma sjöfarten i Klaras sjö saknade det betydelse.
För projektet beviljades 2 040 000 kronor. S:t Eriksbrons ombyggnad leddes av hamnbyggnadsavdelningen under hamndirektören Salomon Vinberg och överingenjören Herman Jansson. Konstruktörer var Samuel Kasarnowsky och Ernst Nilsson, som båda även konstruerade Tranebergsbron. Nilsson hade redan tidigare varit med som konstruktör för den ursprungliga bron. Kontrollberäkningar utfördes av civilingenjör Hjalmar Granholm. Arkitekt David Dahl medverkade vid den estetiska utformningen.
Bland entreprenörerna fanns Bröderna Hedlund och Motala Verkstad som stod för den nya stålöverbyggnaden, från Smedjebackens Valsverks AB kom lager- och foganordningar, Domnarvets Jernverk levererade armeringsjärn, AB Skånska Cementgjuteriet skickade cement medan Betongindustri producerade färdigblandad betong.

### Bygget
Direkt efter stadsfullmäktiges godkännande igångsattes det komplicerade projektet att bygga om bron med samtidigt pågående fordonstrafik. Tidsplanen styrdes även av järnverkens och verkstäderna förmåga att leverera material och montera stålöverbyggnaden. På sommaren 1935 undersöktes de gamla brofundamentens beskaffenhet medelst provborrningar. Totalt borrades 499 meter hål och som förstärkning injicerades 3 100 m³ betong. Resultatet visade sig mycket tillfredsställande och innebar att de gamla fundamenten skulle klara den nya, betydligt högre, lasten. Den nya stålöverbyggnaden består av bland annat sex huvudreglar som utgörs av två meter höga och upp till 40 meter långa kontinuerliga plåtbalkar. Till en början nitades konstruktionen ihop, men efter klagomål över larmet från boende övergick man till svetsning.
Stålöverbyggnaden bärs upp av betongpelare som göts kring den gamla brons järnfackverk, vilket innebär att gamla brons fackverksbockar fortfarande finns kvar inuti dagens bropelare. För att kunna bära den breddade brobanan försågs betongpelarna med långt utkragande konsoler. Vid brons nordvästra sida skapades en betongtrappa i fem lopp ner till Atlasmuren / Norrbackagatan. Denna revs hösten 2016 för att ersättas med en ny (under uppförande september 2016). All betong levererades färdigblandat från Betongindustri och tippades från blandbilen direkt ner i formen. Gjutningsarbetena pågick från maj till november 1935, medan montaget av stålöverbyggnaden och skrotning av de gamla brobågarna tog hela år 1936 i anspråk. I början av 1937 utfördes avslutande arbeten och i juni 1937 togs den ombyggda bron i trafik. Ombyggnadskostnaden blev 1 620 000 kronor och därmed cirka 420 000 kronor under budget. Byggherren Hamnstyrelsen menade i en presentationsskrift från 1937 att ”…bron i sin nya skrud skall befinnas utgöra en jämväl ur utseendesynpunkt tilltalande exponent för nutida brobyggnadskonst.”

### Byggarbetena och färdig bro

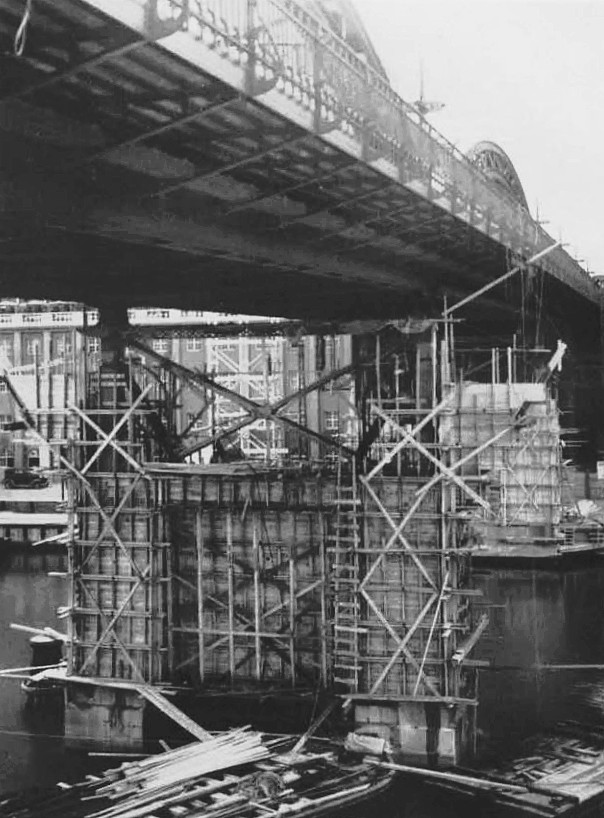
23 augusti 1935
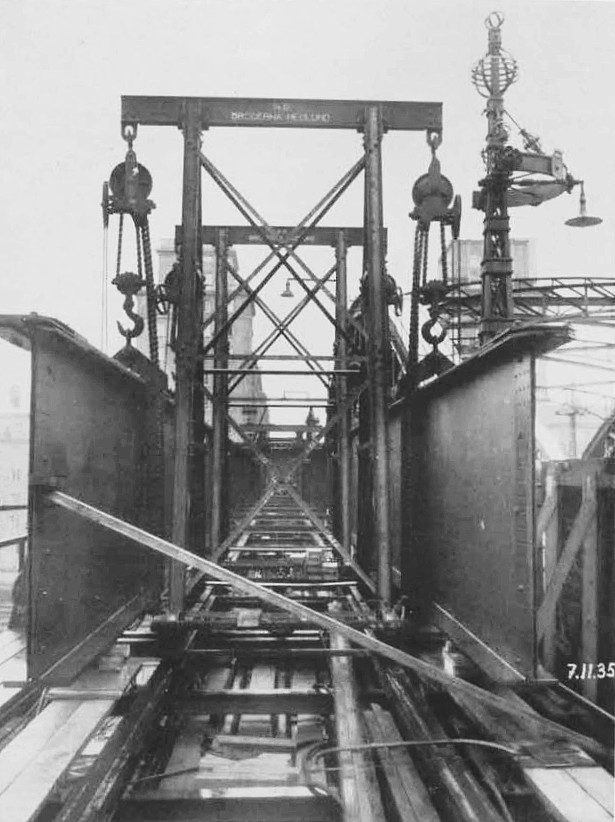
7 november 1935
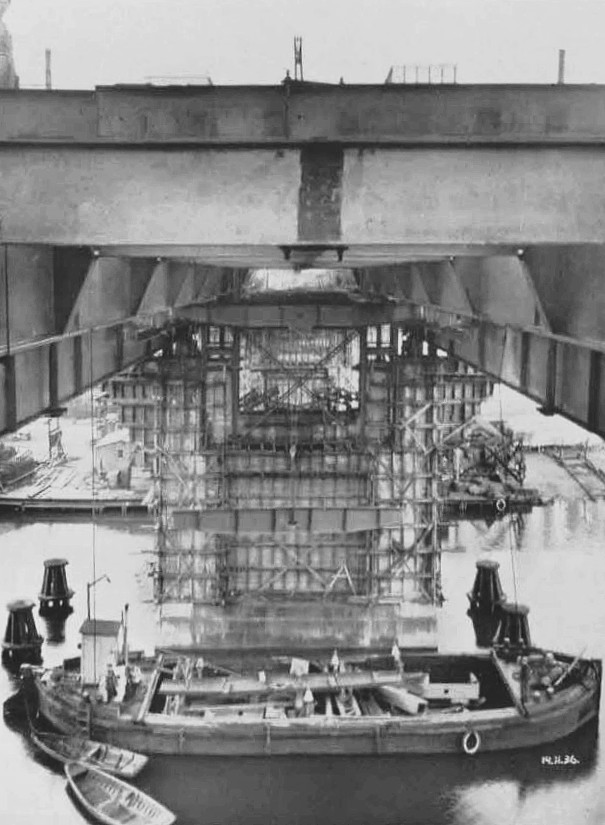
14 november 1936
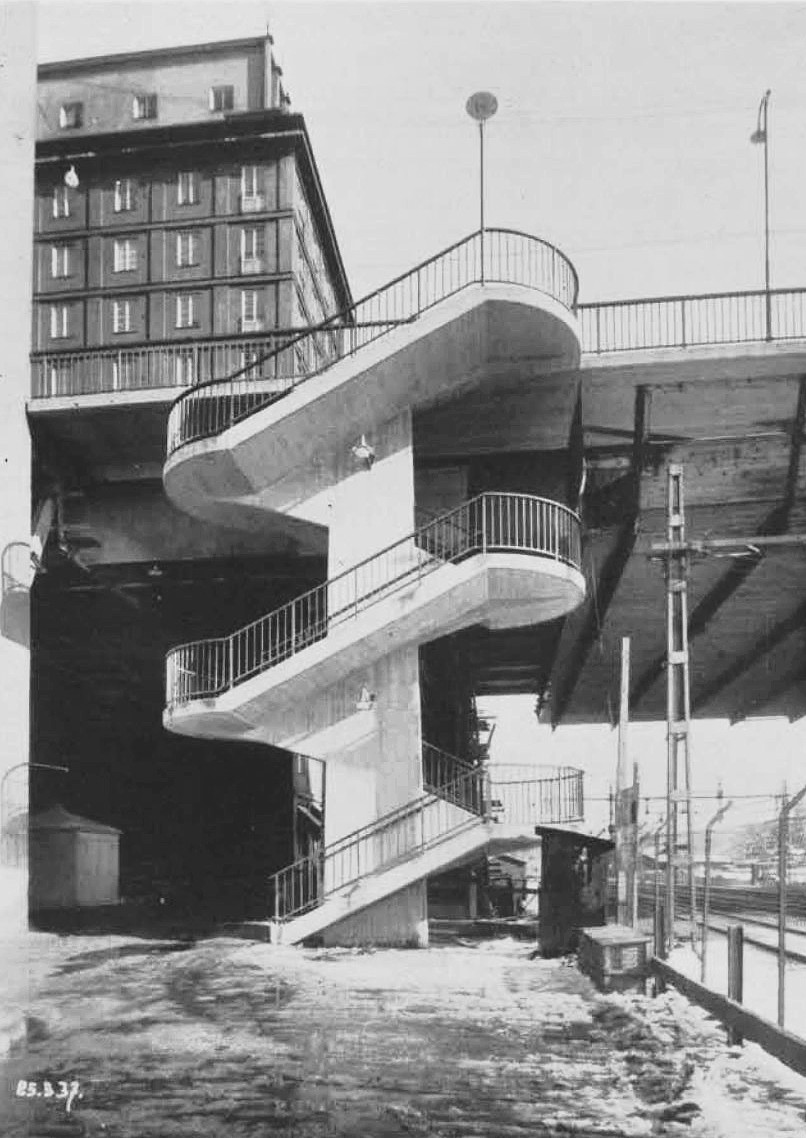
25 mars 1937
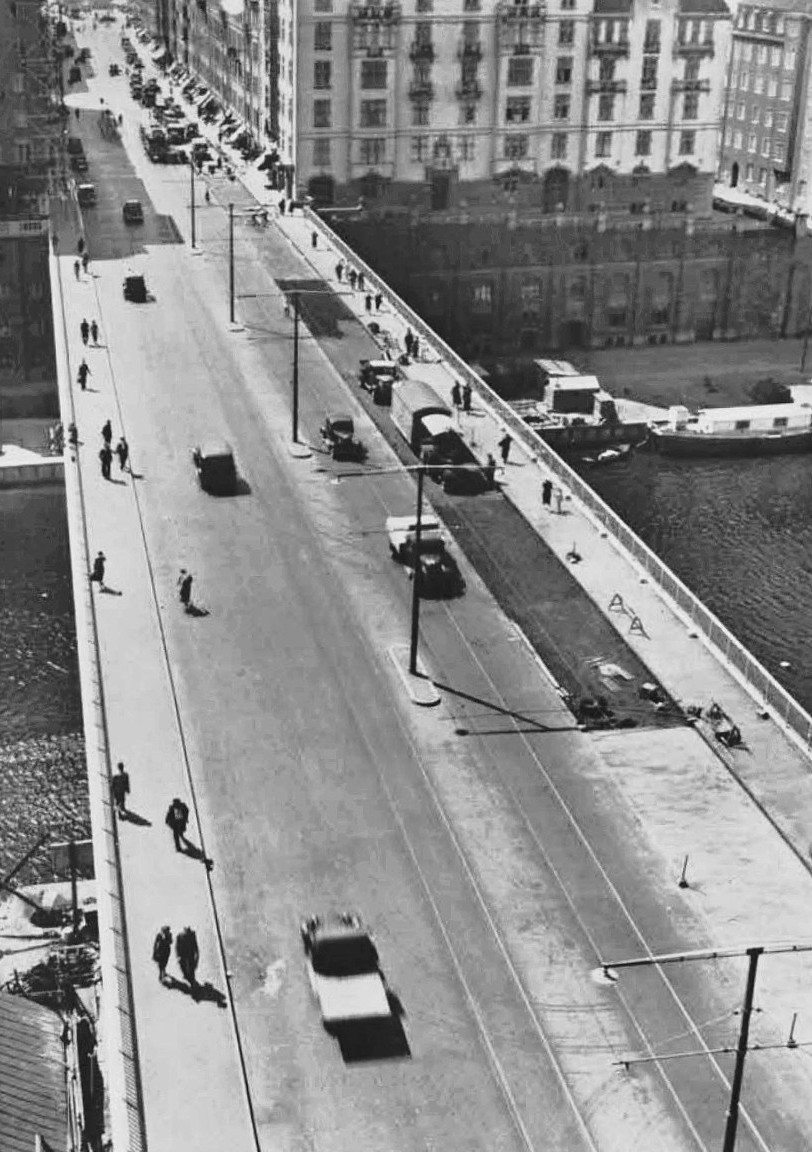
Nästan färdiga bron 1937

### Tunnelbanebron och bron idag
När brons ombyggnad projekterades 1935 bestämdes även att den skulle förbereddes för en framtida förortsbana (tunnelbana). Därför lämnades en öppning på 6,81x4,62 meter (bxh) under körbanan i varje bropelare. Kostnaderna för den framtida lokalbanekonstruktion beräknades till 520 000 kronor. Tunnelbanebron i den ”undre våningen” kom till 1944 som ett försvarsarbete och är även den en svetsad plåtbalkskonstruktion, utformad som en ränna med betongbotten. Genom konstruktionen sänktes den segelfria höjden från 13,5 till 9,2 meter. 
Det dröjde till oktober 1952 innan Stockholms tunnelbana övertog den undre våningen. Här går idag gröna linjen i tunnel, men mellan stationerna Fridhemsplan och S:t Eriksplan har man en kort passage i dagsljus när tåget kör över S:t Eriksbron och Barnhusviken. Spårvagnarnas linje 4 (Vitabergsparken-Fridhemsplan-Odenplan-Hakberget) trafikerade brons övre plan ända fram till högertrafikomläggningen 1967. I och med att spårvagnstrafiken upphörde fick bron en ny uppdelning av körbanorna. Refugerna med gatubelysningen i bron mitt revs och ersattes av en heldragen linje. Stolparna för gatubelysningen monterades istället i brons sidor. Körbanan delades upp i två norrgående och två södergående körfält. Separata cykelvägar anlades intill gångbanorna i början av 2000-talet. Enligt Stockholms stads trafikkontors mätning på S:t Eriksbron under vecka 39 år 2011 var dygnsflödet i båda riktningarna cirka 24 300 fordon (exklusive cyklar).

## Nutida bilder, översikt

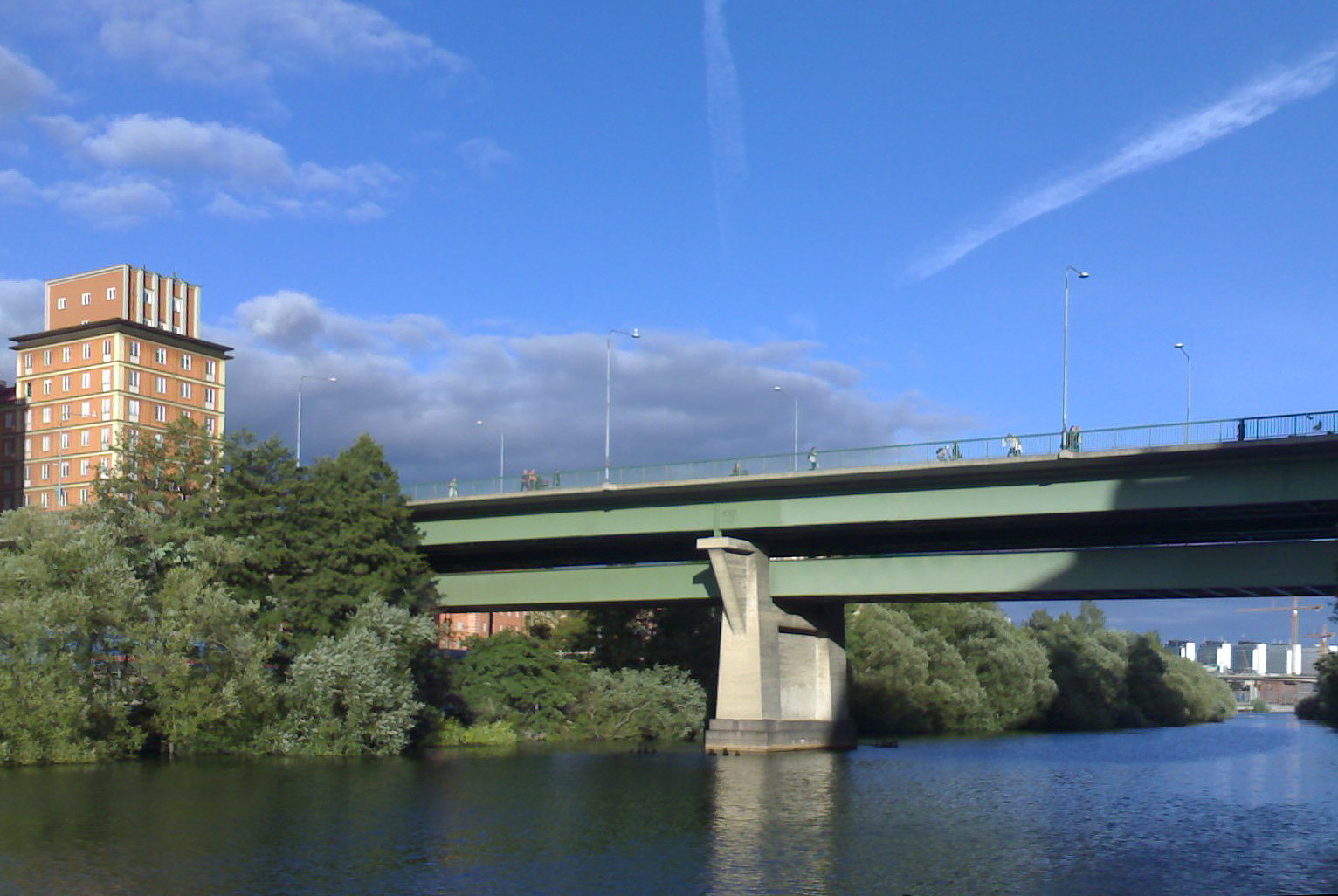
Vy mot nordost
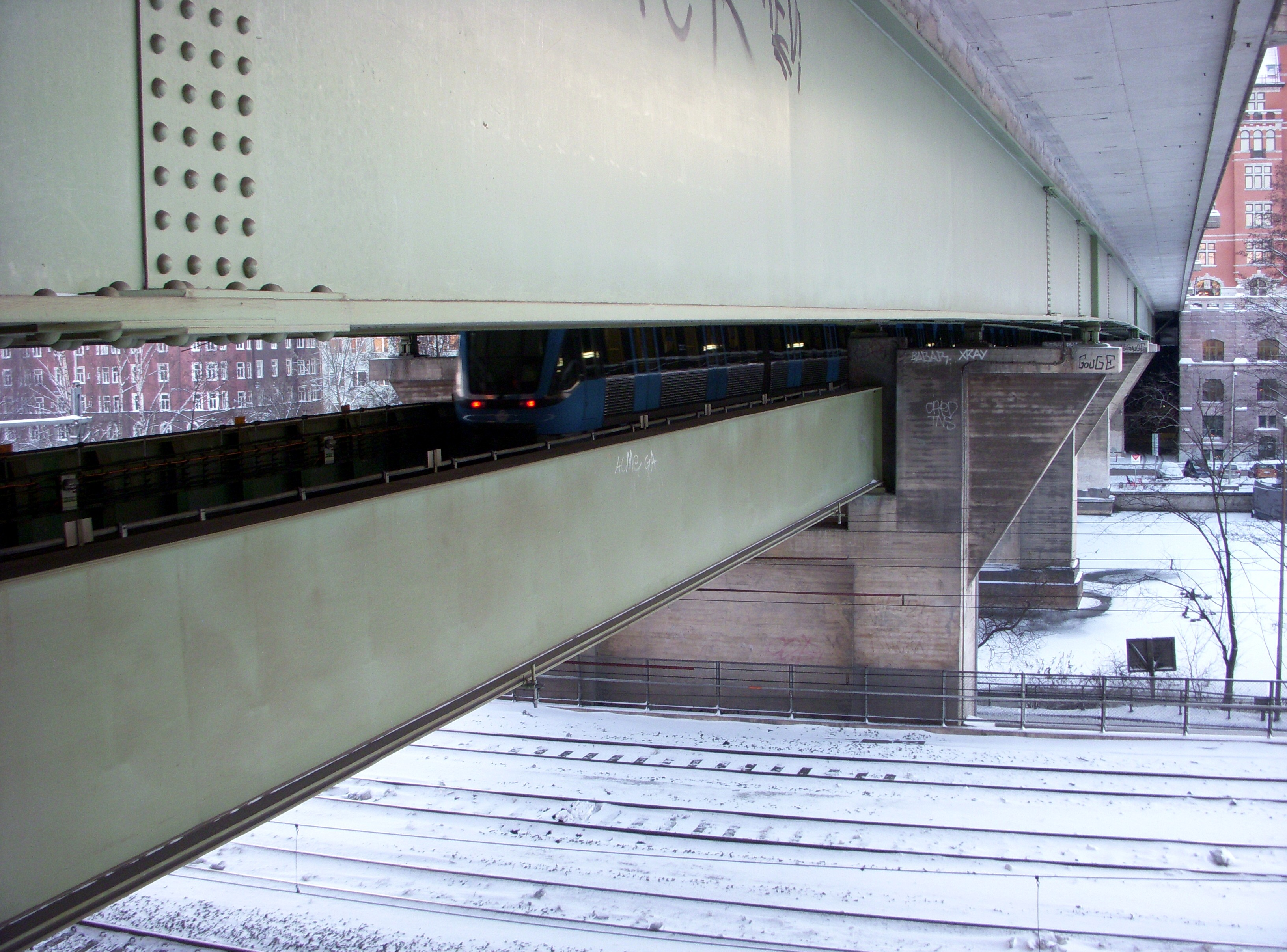
Tunnelbanebron
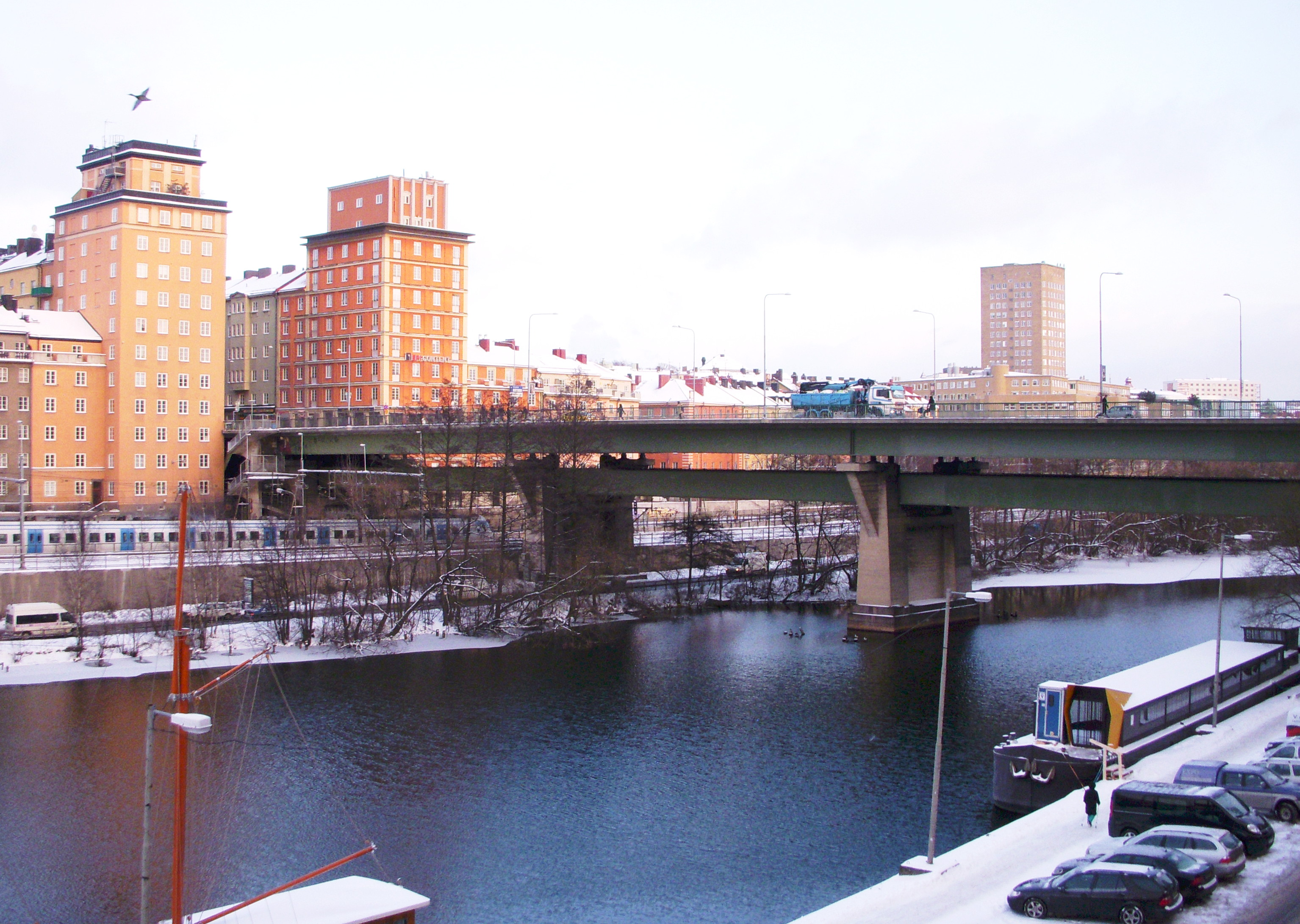
Bron med Sankt Eriksgatan 64 och 65
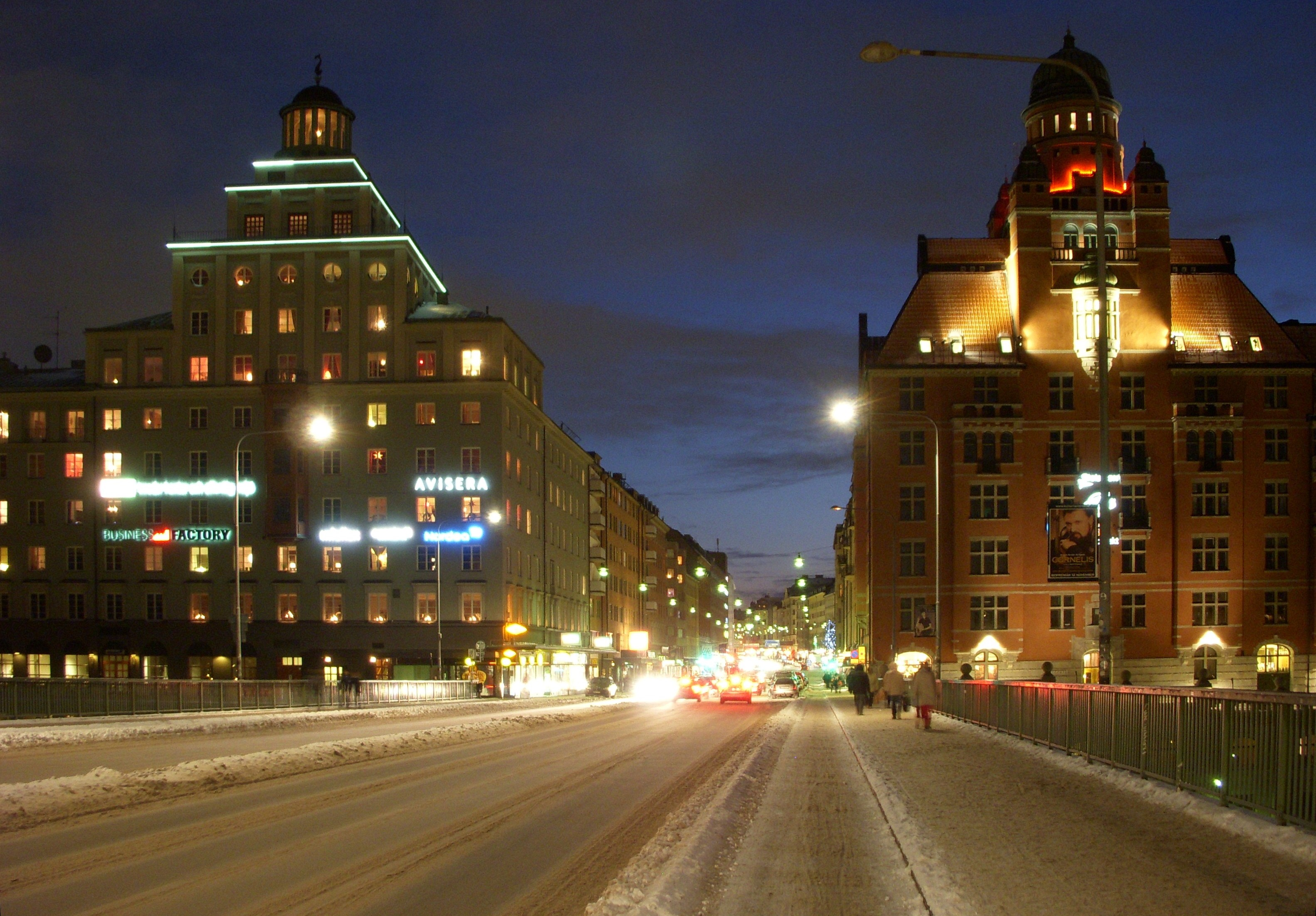
Bron med Sankt Erikspalatset och Sportpalatset

## Nutida bilder, detaljer

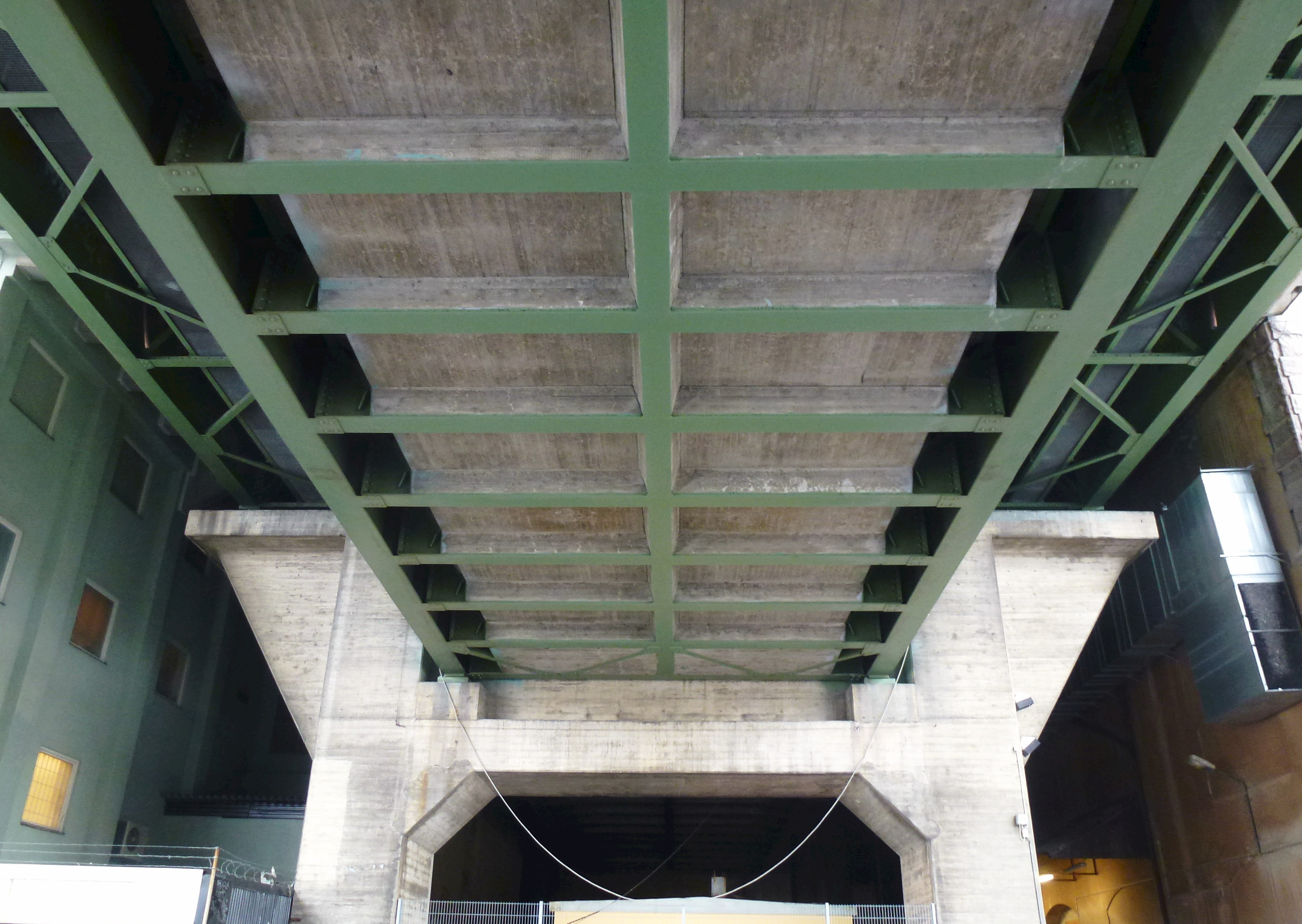
Undersidan, syd
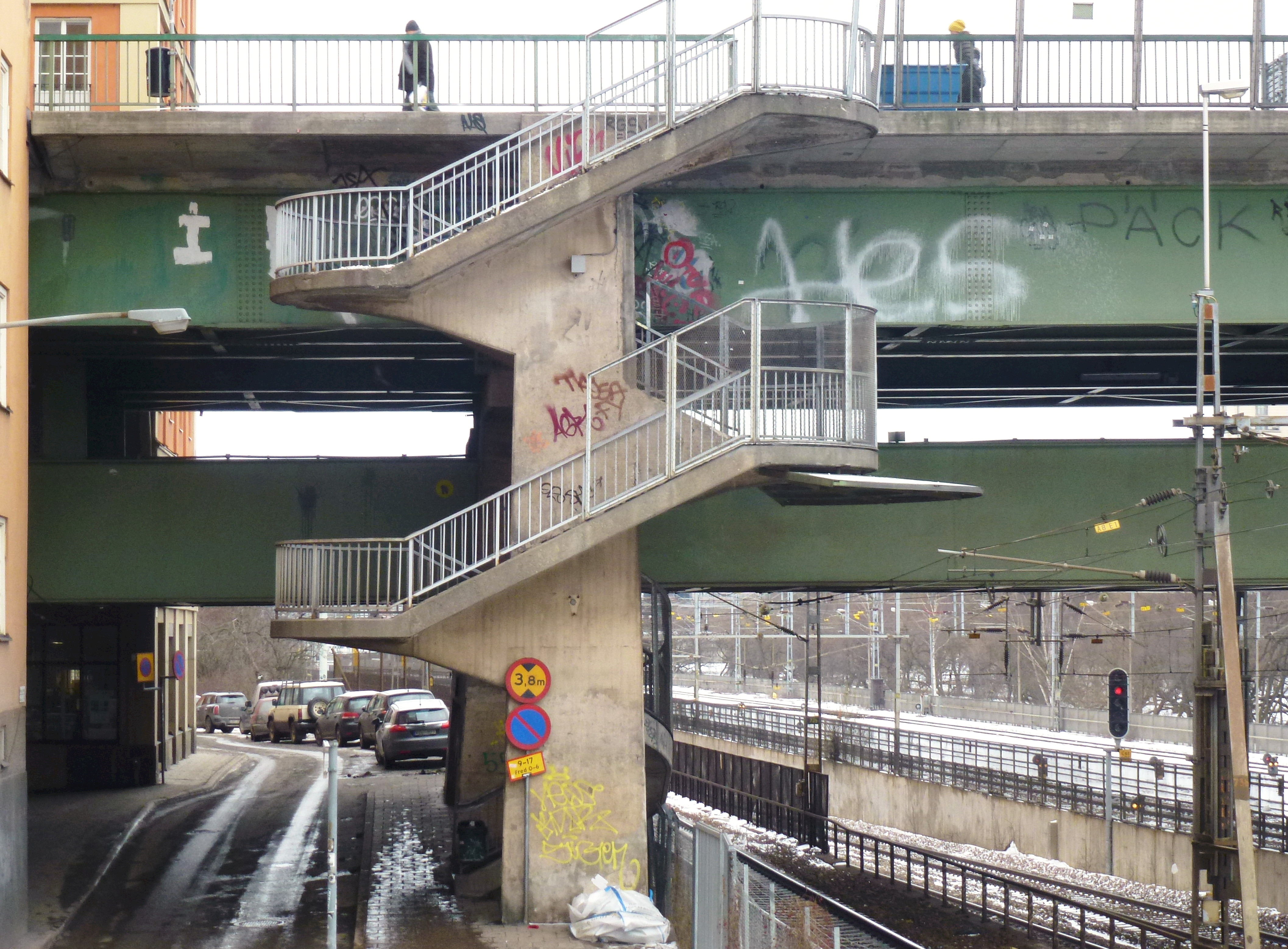
Gamla trappan (riven hösten 2016)
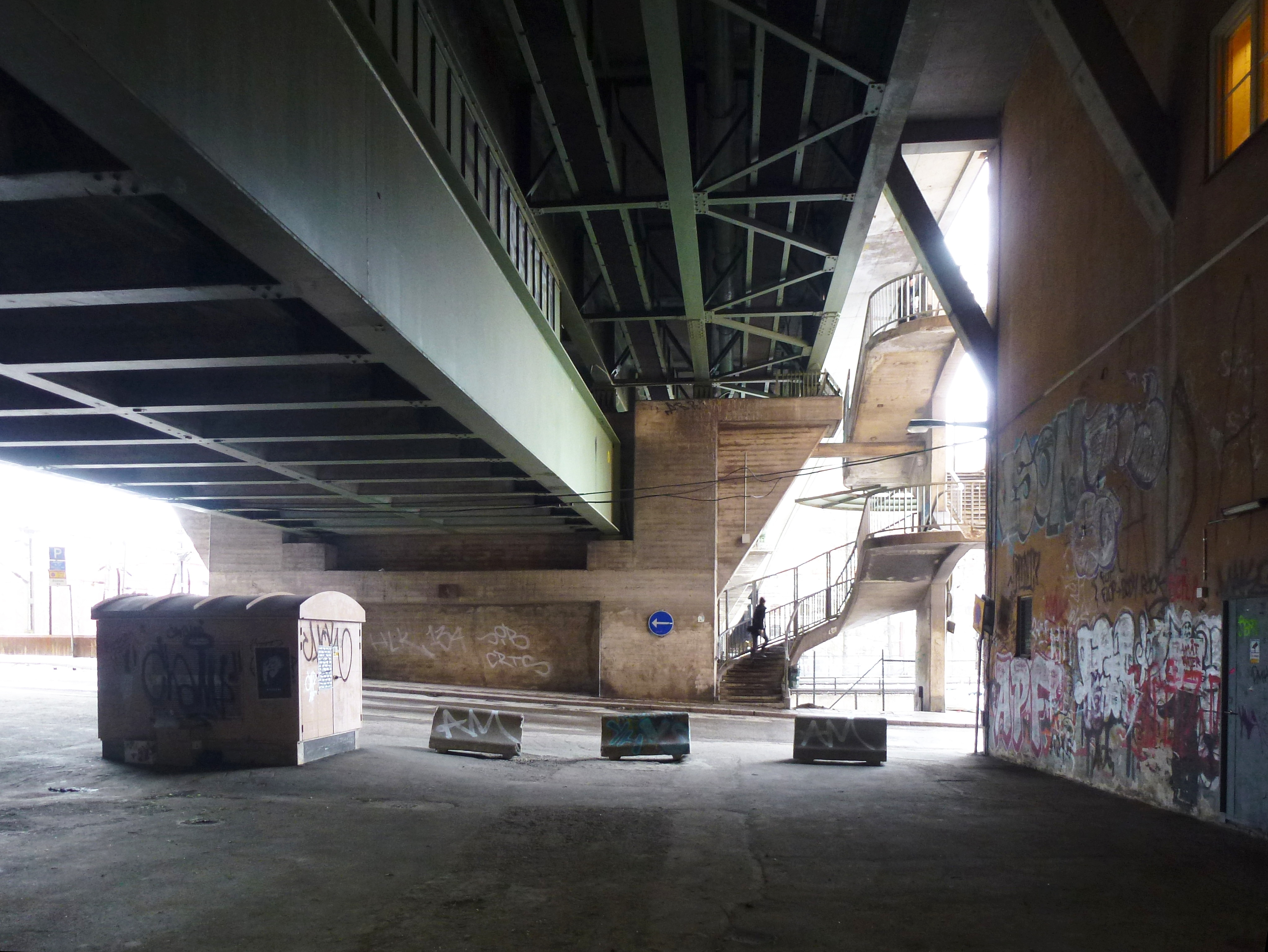
Undersidan, norr
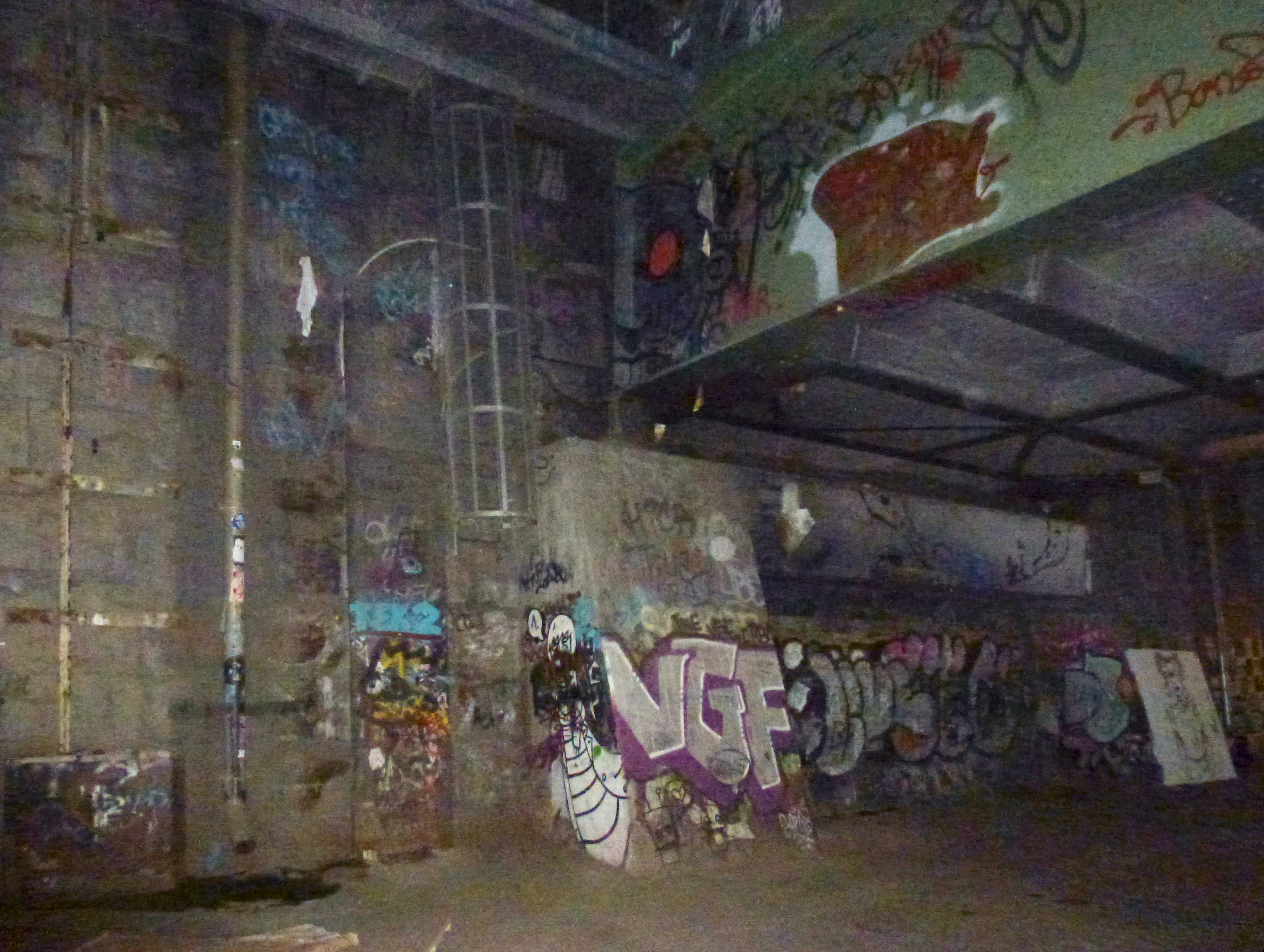
Norra brofästet under S:t Eriksgatan

### Noter

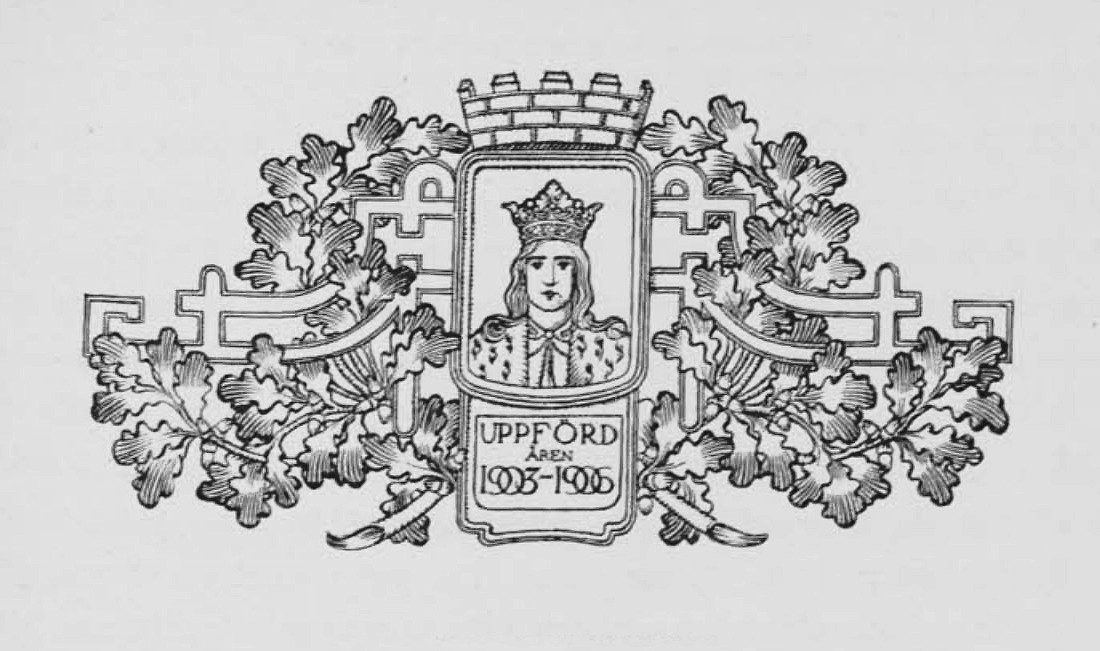
Sankt Eriksbron uppförd 1903 - 1906